# Tripura
Tripura (bengali: ত্রিপুরা, hindi: त्रिपुरा) er en delstat i nordøst-Indien. Det er den tredje minste delstaten i landet, og dækker 10,491 km2. Den grænser mod Assam og Mizoram i øst, og mod Bangladesh i øst, syd og vest. I 2011 havde delstaten 3 671 032 indbyggere, dvs. 0,3% af landets folketal. Forskellige stammefolk eller urfolk udgør ca. 30% af befolkningen i Tripura. Af disse er det kokborok-talende Tripurifolket det største af 19 stammefolk. Bengalifolket udgør den etnolingvistiske majoritet i Tripura. Sammen med nabolandet Bangladesh og delstaten Vest-Bengal går Tripura ind under den etnolingvistiske regionen Bengal.
Arealet af det moderne Tripura blev regeret i adskillige århundreder af Tripuri dynastiet. Det var et uafhængige fyrstedømme af Tripuri Kongeriget under protektorat af det britiske imperium, det var kendt som Hill Tippera, mens området der var knyttet og regeredet direkte af Britisk Indien var kendt som Tippera distrikt (nuværende Comilla distrikt). Det uafhængige Tripuri Kongerige (eller Hill Tippera) sluttede sig til det nyligte uafhængige Indien i 1949. Etniske stridigheder mellem Tripuri folket og Bengali folket har førte til spændinger og spredt vold gennem tiden siden dens integration i Indien, men etableringen af et selvstændig tribal administrative agentur og andre strategier har ført til fred.
Geografisk ligger Tripura ugunstig i forhold til resten af landet, og der er kun en stor hovedvej, National Highway 44 (NH44), som knytter delstaten til resten af landet. Fem bjergkæder - Boromura, Atharamura, Longtharai, Shakhan og Jampui Hills - går fra nord til syd, med mellemliggende dale. Hovedstaden Agartala ligger på en slette i den vestlige del. 
Staten har tropiske savanne klima, med kraftig regn om sommeren på grund af monsunen som kommer fra sydvest. Skove dækker mere end halvdelen af området, og bambus og andre tropiske arter af Græs-familien er almindelige. Tripura har det højeste antal af forskellige arter af primater af de Indien stater.
De fleste elementer i indisk kultur, især fra Bengali kultur, findes også i Tripura, sammen med meget traditionelle elementer mellem de forskellige etniske grupper, som forskellige danse til religiøse ceremonier, bryllupper og fester, brugen af lokalt producerede musikinstrumenter og tøj, og tilbedelse af forskellige regionale guder. Skulpturer på arkæologiske udgravninger som Unakoti, Pilak og Devtamura giver historiske beviser på sammenblanding af forskellige stammerreligioner og mere formaliseret religioner. Ujjayanta paladset i Agartala var tidligere den kongelige bolig for Tripuras konger.

## Navn
Tilsyneladende kommer navnet Tripura fra Sanskrit, og betyder "tre byer" (tilsvarende det græske ordet Tripoli). Det kobles til gudinden Tripura Sundari, som dyrkes i Tripura Sundari-templet i Udaipur og er et af de 51 mål (Shakti Peetha) for pilgrimsrejser inden for Shaktismen,  Udover den legendariske tyran Tripur, som regerede i regionen. Han var den 39. efterkommer af Druhyu, som var efterkommer af Yayati, en konge i Lunar-dynastiet.
Der har ikke desto mindre været hentydninger til den almindeligt accepterede oprindelsen af navnet Tripura er tvivlsom, hvilket betyder, at sanskritformen muligvis bare kommer fra en folkelig etymologisk forandring af et Kokborok-navn. Variationer af navnet omfatter Twipra, Tuipura og Tippera. En Kokborok etymologi fra tui (vand) og pra (nær) er blevet foreslået. Tripuras grænser strakt sig til den Bengalske Bugt, da kongerne fra Twipra Kongerige herskede fra Garo Hills i Meghalaya til Arakan, den nuværende delstat Rakhine i Burma; så navnet kan afspejle nærhed til havet.

## Geografi
Tripura er en indlandsdelstat i Nordøst-Indien, som sammen med de andre nabostater i denne delen af India - Arunachal Pradesh, Assam, Manipur, Meghalaya, Mizoram og Nagaland - gerne bliver kaldt for Syv Søstre Stater. Med et areal på 10 492 km2 er Tripura den 3. mindste af Indiens 29 stater, efter Goa og Sikkim. Den strækker sig fra 22°56'N til 24°32'N, og 91°09'Ø til 92°20'Ø. Maksimum vidde måler ca 184 km fra nord til syd, og 113 km fra øst til vest. Tripura grænser til Bangladesh i vest, nord og syd, og Mizoram i øst.

## Byer
- Agartala
- Dharmanagar

## Floder
- Deo
- Dhalai
- Khowai
- Manu